# 张轩松
张轩松（1971年10月—）是一位福建企业家，福建省人大代表，永辉超市董事长及创办人。

## 生平
1971年出生在福建省闽侯县一个农民家庭，1990年高中辍学下海经商。刚开始做啤酒代理，1995年12月创办古乐微利超市，1998年首个“永辉”命名的超市在福州火车站开业。2000年超市转型主打生鲜食品。2004年之后永辉超市开始在全国扩张。2007年和2008年两次获得汇丰控股私募基金投资，2010年永辉超市在上海证券交易所上市成功。之后进行了第一轮规模较大的引资，引入香港怡和集团；第二轮引资引入了财务投资者京东。
2013年张轩松个人资产达到39.7亿人民币。

## 家庭
哥哥张轩宁担任永辉超市执行董事兼总经理。